# Cervães
Cervães ist ein Ort und eine Gemeinde im Norden Portugals.

## Geschichte
Eine Übertragungsurkunde aus dem Jahr 1296 belegt hier eine Quinta, das heute als Torre e Casa de Gomariz bekannte Landgut mit Befestigungsturm aus dem frühen 16. Jh.
Cervães war Sitz eines mittelalterlichen Verwaltungskreises (Coito), mit den beiden Gemeinden Cervães und Areias.
Später wurde es eine Gemeinde, die zu zwei später aufgelösten Kreisen gehörte. Seit 1855 ist Cervães eine Gemeinde des Kreises Vila Verde.

## Verwaltung
Cervães ist Sitz einer gleichnamigen Gemeinde (Freguesia) im Kreis (Concelho) von Vila Verde im Distrikt Braga. Die Gemeinde besitzt eine Fläche von 10,9 km² und hat 1856 Einwohner (Stand 19. April 2021).
Die Gemeinde besteht nur aus der namensgebenden Ortschaft.

## Baudenkmäler
- Capela de São Pedro de Montório, barocke-neoklassische Kapelle aus dem 17. Jh.[5]
- Cruzeiro de Cervães, Steinkreuz aus dem 16. Jh.[6]
- Igreja Paroquial de Cervães, nach dem Schutzpatron auch Igreja do Divino Salvador, Gemeindekirche[7]
- Santuário de Nossa Senhora do Bom Despacho, barocke Wallfahrtskirche aus dem frühen 17. Jh.[8]
- Torre e Casa de Gomariz, mittelalterliches Landgut mit Festungsturm[3]

## Söhne und Töchter
- José do Patrocínio Bacelar e Oliveira (1916–1999), Jesuit, Philosoph und Hochschullehrer
- Jorge de Sousa Braga (* 1957), Schriftsteller, Übersetzer und Arzt